# GET BACK (ゆずの曲)
「GET BACK」（ゲットバック）は、ゆずの通算45枚目のシングル。2025年8月27日発売予定。発売元はセーニャ・アンド・カンパニー。

## 概要
CDシングルとしては「マスカット」以来約7年ぶりの発売となる。
テレビ東京系のテレビアニメ『ポケットモンスター』のオープニングテーマとして2025年4月11日から放送の新章「メガボルテージ」編よりオンエアされており、CD発売に先駆けて5月21日に配信にてリリースされた。
楽曲は「失った未来を取り戻す」「自分たちの原点に帰る」＝GET BACKというコンセプトのもと制作。TeddyLoidとともに「令和のゆずのアニソン」として、スタンダードなアニメソングのエッセンスを散りばめつつ現代のジャパンカルチャーの要素をミックスし、まるで組曲のような楽曲構成となっている。
歌詞は「公私混同」以来5年ぶりとなる北川悠仁と岩沢厚治による共作で、随所にポケモンのモチーフを散りばめながら、失いかけた目標や夢、未来を再び取り戻すというメッセージが描かれている。
なお、「GET BACK」の曲名から着想を得たことで、この年の秋に開催予定の3rdアルバム『トビラ』のリバイバルライブ「ゆずの輪 Presents YUZU LIVE 2025 GET BACK トビラ」に繋がることになる。
そのため、配信版のアートワークはかつての「体育館ツアー2000-2001 トビラ」を彷彿とさせるものとなっている。CDシングルのジャケットにはポケモンのタイアップにちなんでピカチュウが登場。アニメに登場するキャプテンピカチュウが勝ち気な凛々しい表情で柚の上に乗っている印象的なイラストで、本作のために特別に描き下ろされたスペシャルパッケージとなっている。
カップリング曲の 『尤』(ゆう)は、今年12月に開催されるゆず6年ぶりのアジア公演「YUZU ASIA TOUR 2025 GET BACK Supported by ITOCHU」に向けて制作された楽曲で、北川悠仁が作詩、北川とTeddyLoidが作曲を担当。 和楽器・箏のメロディアスな音色を軸に、北川悠仁とTeddyLoidがサウンドを構築したアップテンポナンバー。7年ぶりの本シングルに収録されることが発表されていたが、同日に配信リリースされることになった。配信用のジャケットアートカバーは、水墨イラストレーターのじんかい氏が担当した。
価格は、ゆずのデビュー日とポケモンの数にちなんで1025円に設定されている。

## 収録曲
1. GET BACK
  - 作詞：北川悠仁・岩沢厚治 作曲：北川悠仁・TeddyLoid
  - テレビ東京系アニメ『ポケットモンスター』オープニングテーマ
2. 尤
  - 作詞：北川悠仁 作曲：北川悠仁・TeddyLoid